# Grm, Trebnje
Grm je naselje v občini Trebnje.
Grm je gručasto naselje jugovzhodno od Trebnjegana levem bregu Temenice med železniško progo Ljubljana – Novo mesto in avtocesto Ljubljana – Novo mesto; v bližini je tudi avtocestni priključek Trebnje-vzhod. Hiše so razporejene po rečnih terasah, k naselju pa pripada tudi zaselek Breg s cerkvijo svete Marjete, ki jo obdaja pokopališče. Cerkev je v jedru gotska, barokizirana stavba z ohranjenim šilastoločnim portalom v zahodni steni. Oltarna oprema je iz 19. stoletja, na pokopališču pa je grobnica borcev in talcev, ki so padli jeseni 1943. leta med nemško ofenzivo. 
Svet okoli naselja je pretežno raven, na jugovzhodu je niz vrtač in več podzemeljskih jam, med njimi pa so tudi požiralniki Temenice. Tik nad naseljem je nižja vzpetina Reber (307 m), na zahodni strani Trebni vrh (581 m) ter na jugovzhodu razgledni vrh Sveta Ana (407 m). Zahodno in jugozahodno od vasi so njive, ob Temenici travniki in pašniki, na vzhodu in severovzhodu pa mešan gozd Gornji in Spodnji griči. Ob Temenici se nahaja opuščen Dularjev mlin.